# نيني بوبيسكو
نيني بوبيسكو (بالرومانية: Nini Popescu)‏ هو لاعب كرة قدم روماني في مركز الوسط، ولد في 26 أبريل 1994 في بلويشت في رومانيا. لعب مع كونكورديا كياجنا ونادي أوتيلول ريشيتا ونادي بترولول بلويشتي.

## وصلات خارجية
- نيني بوبيسكو على موقع قاعدة بيانات كرة القدم.إي يو (الإنجليزية)
- نيني بوبيسكو على موقع Soccerway.com (الإنجليزية)